# Steel Azin FC
Steel Azin Football Club (pers. باشگاه فوتبال استيل آذین) – irański klub piłkarski, grający w League 3, mający siedzibę w mieście Teheran.

## Sukcesy
- Azadegan League
  - mistrzostwo (1): 2008/2009

## Stadion
Domowe mecze klub rozgrywa na stadionie Szahida Dastgerdiego, leżącym w mieście Teheran. Stadion może pomieścić 8250 widzów.